# Carson, California
Carson, California là một thành phố tại quận Los Angeles, California, Hoa Kỳ. Thành phố nằm trong Vùng Đại Los Angeles. Dân số theo điều tra năm 2005 của Cục điều tra dân số Hoa Kỳ là 93.805 người, dân số theo điều tra năm 2010 là 91.714 người. Carson giáp West Compton về phía bắc, Compton về phía đông bắc, Long Beach về phía đông, Wilmington về phía nam, và West Carson và Harbor Gateway về phía tây.